# James Brown
James Joseph Brown Jr. (Barnwell, 3 de maio de 1933 — Atlanta, 25 de dezembro de 2006) foi um cantor, dançarino, compositor, produtor musical e multi-instrumentista norte-americano, reconhecido como um dos cantores mais influentes do século XX na música mundial. Em vida, vendeu mais de 100 milhões de álbuns e é reconhecido como um dos maiores artistas de todos os tempos.
Como um prolífico cantor, compositor, dançarino e bandleader, Brown foi uma força fundamental na indústria da música. Deixou sua marca em diversos artistas ao redor do mundo, incluindo o Rei do Pop Michael Jackson, influenciando até mesmo os ritmos da música popular africana, como o afrobeat, juju e mbalax e forneceu o modelo para todo um subgênero do funk, o go-go.
Brown começou sua carreira profissional em 1956 e fez fama no fim da década de 1950 e começo da década de 1960 com a força de suas apresentações ao vivo e várias canções de sucesso. Apesar de vários problemas pessoais, continuou fazendo sucesso durante os anos 80. Além de sucesso como músico, Brown também teve presença nas questões políticas dos Estados Unidos durante os anos 60 e 70.
Brown foi conhecido por inúmeros apelidos, incluindo Soul Brother Number One, Sex Machine, Mr. Dynamite, The Hardest Working Man in Show Business, The King of Funky, Minister of The New New Super Heavy Funky, Mr. Please Please Please Please Himself, I Feel Good, The Original Disco Man e principalmente The Godfather of Soul ("O Padrinho do Soul"). No livro "Sweet Soul Music" de Arthur Conley, ele é descrito como King of Soul ("Rei do Soul").

## Infância
James Joseph Brown Jr. nasceu na pequena cidade de Barnwell, no estado americano da Carolina do Sul, em 3 de maio de 1933, durante o período da Grande Depressão americana, filho de Joseph "Joe" James Gardner e Susie Behlings.
Brown, que teria o nome do pai, acrescido de "Jr.", foi incorretamente registrado como James Joseph Brown, Jr. Quando criança, Brown era chamado de Junior. Quando mais tarde foi viver com a tia e um primo, ele passou a ser chamado de Little Junior pois seu primo também era chamado de Junior.
James Brown e sua família viviam em extrema pobreza. Quando Brown tinha dois anos de idade, seus pais se separaram depois que sua mãe deixou seu pai para ficar com outro homem. Depois que a mãe abandonou a família, Brown continuou a viver com seu pai até a idade de seis anos. Depois desse período, Brown e seu pai se mudaram para Augusta, na Geórgia.
Seu pai entregou Brown para uma tia, que administrava uma casa de prostituição. Embora Brown vivesse com parentes, passou longos períodos a própria sorte, perambulando pelas ruas.
Durante sua infância, Brown ganhava dinheiro engraxando sapatos, vendendo e trocando selos, lavando carros e louças além de cantar em concursos de talentos. Brown também fez shows para as tropas de Camp Gordon no começo da Segunda Guerra Mundial pois os comboios viajavam por uma ponte próxima à casa de sua tia. E assim, ganhando dinheiro nestas aventuras, Brown aprendeu a tocar gaita dada ele por seu pai. Tampa Red, famoso músico americano e que estava namorando uma das meninas da casa de sua tia, ensinou Brown a tocar guitarra; além disso, aprendeu com outros músicos a tocar piano e bateria. Brown quis se tornar artista após assistir Louis Jordan, um popular músico de jazz e R&B, se apresentado nos anos 40 com sua banda Tympany Five em um curta chamado "Caldonia".
Quando adulto, Brown mudou legalmente seu nome, removendo o "Jr.". Brown começou a praticar crimes em Augusta e na idade de 16 anos foi condenado por assalto a mão armada e enviado para um centro de detenção juvenil em Toccoa em 1949.
Enquanto estava na escola reformatória, conheceu Bobby Byrd, que viu Brown se apresentar na prisão. A família de Byrd ajudou em sua soltura antecipada após cumprir três anos de sua sentença. As autoridades concordaram em soltar Brown com a condição que ele conseguiria um emprego e não retornaria a Augusta ou Richmond County. Após tentar o boxe e ser arremessador em um time semiprofissional de beisebol (uma carreira interrompida por uma lesão na perna), Brown focou toda sua energia na música.
A carreira de Brown atravessou décadas e influenciou profundamente o desenvolvimento de diferentes gêneros musicais. Brown se apresentou em concertos, primeiro na região Sul dos Estados Unidos, depois por toda a América e então pelo mundo todo, além de se apresentar em shows de televisão e filmes. Embora tenha contribuído com o mundo musical por seus vários sucessos, Brown tem o título de artista que mais colocou singles nas paradas da Billboard Hot 100 sem nunca atingir o número um desta parada.

### 1955: The Famous Flames
Em 1955, Brown e a irmã de Bobby Byrd, Sarah se apresentaram em um grupo chamado "The Gospel Starlighters". Eventualmente Brown se juntava ao grupo vocal de Bobby Byrd, the Avons, e Byrd transformou o som do grupo em secular rhythm and blues. Após o nome do grupo ter sido mudado para The Flames, Brown e o grupo de Byrd foram para o Sul, o chamado "chitlin' circuit". O grupo então assinou um contrato com o selo Federal Records de Cincinnati; selo do mesmo grupo da King Records.
A primeira gravação do grupo foi o single "Please, Please, Please" em 1956. O single atingiu o número 5 da parada R&B, vendendo mais de um milhão de cópias. Nove subsequentes singles lançados pelos The Flames falharam em atingir o mesmo sucesso do single de estreia, e o grupo passou a sofrer o risco de sair da King Records.
As primeiras gravações de Brown foram composições inspiradas em gospel e R&B, altamente influenciadas pelo trabalho de músicos como Ray Charles e Little Richard. A relação com Little Richard foi particularmente significante no desenvolvimento como músico e showman. Quando Richard deixou a música pop em 1957 para se tornar pregador, Brown substituiu Richard nas datas restantes. Vários músicos que acompanhavam Little Richard se juntaram ao grupo de Brown depois que Richard deixou a cena.
Brown retornou as paradas em 1958 com o sucesso "Try Me". Este single foi o mais vendido entre os discos de R&B do ano, e se tornaria o primeiro de 17 canções que atingiriam o topo da parada R&B pelas próximas duas décadas. No lançamento de "Try Me" em disco, o nome do grupo passou a ser James Brown and The Famous Flames.
Em 1959, Brown e os Famous Flames se mudaram da Federal Records para a King Records. Brown começou a ter recorrentes conflitos com o presidente da King Records Syd Nathan, a respeito de repertório e outras questões. Em um notável acontecimento, Brown gravou o sucesso de 1960 "(Do the) Mashed Potatoes" na gravadora Dade Records, de propriedade de Henry Stone, sobre o pseudônimo de "Nat Kendrick & The Swans" porque Nathan se recusou a permitir que fosse gravado na King.

### Começo dos anos 60
Brown entrou nas paradas no começo dos anos 60 com sucessos como a cover "Night Train" em 1962. Enquanto os singles de Brown eram grandes hits no chamado chitlin' circuit, no Sul dos Estados Unidos e na parada R&B Top Ten, ele os Famous Flames não tinham sucesso nacionalmente até a apresentação ao vivo gravada no LP de 1963 Live at the Apollo. Brown financiou por si próprio a gravação do álbum, que foi lançado pela King Records com objeções do dono da gravadora Syd Nathan, que não viu potencial comercial em um álbum ao vivo sem nenhuma canção nova. Apesar das expectativas de Nathan, o álbum ficou nas paradas pop por quatorze meses, atingindo o número 2. Em 1963 Brown gravou uma versão da balada "Prisoner of Love" (seu primeiro sucesso a atingir o Top 20) e fundou (sob bons olhos da King Records) a incipiente Try Me Records, primeira tentativa de Brown em gerenciar uma gravadora.
Após o sucesso Live at the Apollo, Brown lançou uma série de singles que, juntamente com o trabalho de Allen Toussaint em Nova Orleães, definiram a fundação da música funk. Com o sucesso de Live at the Apollo e o fracasso da King Records em expandir suas vendas diante do consumidor negro, James Brown e o amigo Bobby Byrd formaram uma companhia de produção, Fair Deal, para promover os discos de Brown perante as plateias "brancas". Neste arranjo a Smash Records, uma subsidiária da Mercury Records foi usada como veículo para distribuir a música de Brown. A Smash lançou em 1964 "Out of Sight", que atingiu o número 24 nas paradas pop e apontou o caminho para o funk que viria a seguir. Este disco disparou uma batalha legal entre a Smash e a King.
Durante a metade dos anos 60, duas canções de Brown "Papa's Got a Brand New Bag" e "I Got You (I Feel Good)", ambas de 1965, foram sucessos tantos nas paradas pop como nas paradas R&B, sendo os singles mais vendidos por mais de um mês. Em 1966, "Papa's Got a Brand New Bag" venceu o Grammy na categoria "Melhor Gravação de Rhythm & Blues". Brown continuou ganhando fama com aparições em filmes como Ski Party e T.A.M.I. Show, no qual ele e os Famous Flames (Bobby Byrd, Bobby Bennett e Baby Lloyd Stallworth) subiam ao palco com os The Rolling Stones.

### Final dos anos 60
Enquanto a década de 60 chegava ao fim, Brown continuava a refinar o novo idioma do funk. A canção de 1967 (que atingiu o número 1 na parada R&B), "Cold Sweat", algumas vezes citadas como a primeira canção funk, foi a primeira a conter um solo de bateria conhecido como "drum break". Os arranjos instrumentais de faixas como "Give It Up or Turnit a Loose" e "Licking Stick – Licking Stick" (ambas gravadas em 1968) e "Funky Drummer" (gravada em 1969) apresentava uma versão mais desenvolvida do estilo que Brown apresentava até a primeira metade dos anos 60, com a sessão de sopro, guitarras, baixo e bateria misturados em intrincados padrões e múltiplos riffs.
As mudanças no estilo de Brown que começaram com "Cold Sweat" também estabeleceram os fundamentos de outros sucessos de Brown, como "I Got the Feelin'" (1968) e "Mother Popcorn" (1969). Nesta época os vocais de Brown frequentemente tomavam a forma de um tipo de declamação rítmica, nem totalmente cantada nem totalmente falada. Isto se tornaria uma grande influência nas técnicas de fazer rap das décadas vindouras.
Em novembro de 1967 James Brown comprou a estação de rádio WGYW em Knoxville por US$ 75 000, de acordo com a revista Record World de 20 de janeiro de 1968. As letras que identificavam a rádio foram mudadas para WJBE refletindo suas iniciais. A WJBE começou a operar em 15 de janeiro de 1968 transmitindo Rhythm & Blues. O slogan da estação era "WJBE 1430 Raw Soul".
As gravações de Brown influenciaram artistas em toda a indústria musical, mais notadamente Sly Stone e sua Sly & the Family Stone, Charles Wright & the Watts 103rd Street Rhythm Band, Booker T. & the M.G.'s e cantores de soul como Edwin Starr, The Temptations, David Ruffin e Dennis Edwards. O então pubescente Michael Jackson levou os gritos e dança de James para o mainstream como líder dos The Jackson 5 da gravadora Motown. Estas mesmas faixas foram mais tarde ressuscitadas por incontáveis músicos de hip-hop a partir dos anos 70. Como resultado, James Brown permanece até os dias de hoje como o artista mais sampleado da história com "Funky Drummer" sendo a peça musical mais sampleada de todos os tempos.
A banda de James durante este período empregou músicos e arranjadores vindos da tradição do jazz. James é citado pela sua habilidade como líder de banda e compositor misturando a simplicidade do R&B com a complexidade rítmica e precisão do jazz. O trompetista Lewis Hamlin e o saxofonista/tecladista Alfred "Pee Wee" Ellis lideravam a banda. O guitarrista Jimmy Nolen provinha riffs simples e percussivos em cada canção, além dos solos de saxofone de Maceo Parker. Outros membros da banda de James incluíam seu braço-direito Bobby Byrd, os bateristas John "Jabo" Starks, Clyde Stubblefield e Melvin Parker (irmão de Maceo), o saxofonista St. Clair Pinckney, o trombonista Fred Wesley, o guitarrista Alphonso "Country" Kellum e o baixista Bernard Odum.
Durante este período, o império musical de Brown cresceu e expandiu sua influência na cena musical. Enquanto o império de Brown crescia seu desejo por independência financeira e musical também cresciam. Brown comprou estações de rádio no final dos anos 60, incluindo a WRDW em Augusta, Georgia onde ele engraxava sapatos quando criança. Brown também gravou diversas canções com outros músicos. Gravou Gettin' Down to It (1969) e Soul on Top (1970), dois álbuns em sua maioria de baladas românticas e jazz, com o Dee Felice Trio e Louie Bellson Orchestra respectivamente. Gravou faixas com os Dapps, uma banda "branca" de Cincinnati, incluindo o hit "I Can't Stand Myself (When You Touch Me)". Também gravou três álbuns de canções natalinas com sua banda.

### Anos 70 e o J.B.'s

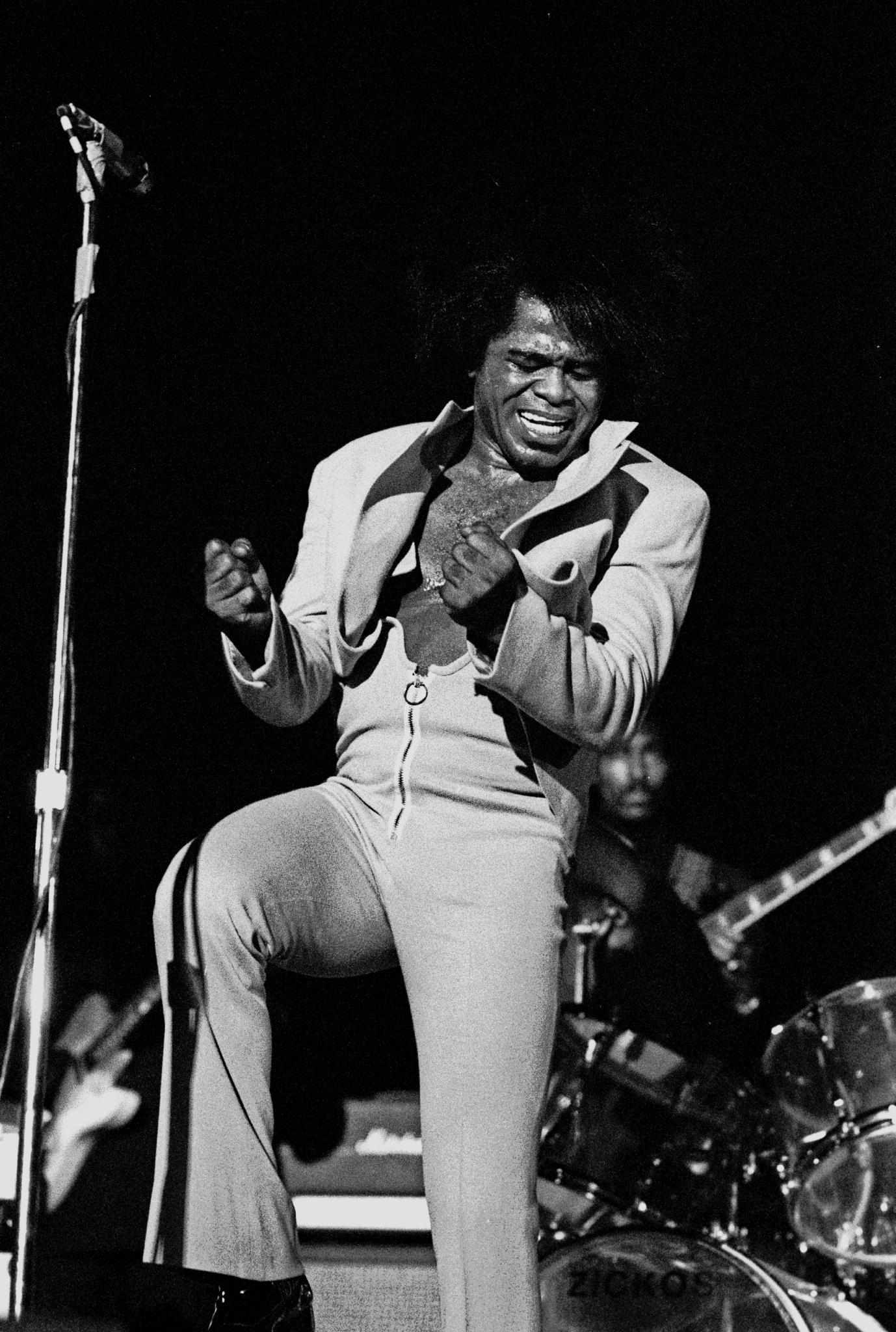
James Brown ao vivo em Hamburgo, Alemanha, em 1973.

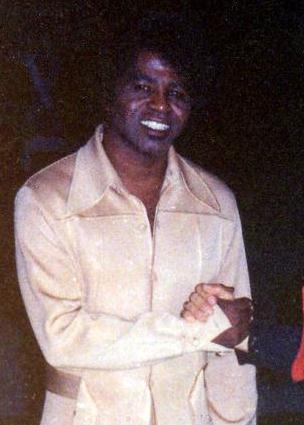
Brown depois de um concerto em Tampa em 29 de Janeiro de 1972.

Por volta de 1970, a maioria dos membros da banda de James em sua formação clássica tinha deixado a banda em busca de outras oportunidades, o grupo The Famous Flames também tinha acabado, com apenas o membro original Bobby Byrd permanecendo com Brown. Brown e Byrd contrataram uma nova banda que incluía futuros astros do funk, como o baixista Bootsy Collins, o irmão de Collins, o guitarrista Phelps "Catfish" Collins e o trombonista e diretor musical Fred Wesley. Esta nova banda foi chamada de "The J.B.'s" e fez sua estreia no single de 1970 "Get Up (I Feel Like Being a) Sex Machine". Embora os The J.B.'s tenham passado por diversas mudanças, com a primeira ocorrendo em 1971, foi a banda mais conhecida de James.
Em 1971, Brown começou a gravar pela Polydor Records que passara também a distribuir os discos do catálogo da King Records. Muitos amigos e músicos de apoio, como Fred Wesley & The J.B.'s, Bobby Byrd, Lyn Collins, Vicki Anderson e Hank Ballard, lançaram discos pela People Records, um selo fundado por Brown e que foi comprado pela Polydor como parte do novo contrato de James. A maioria das gravações feitas na People tinha a produção do próprio James Brown. Canções como "I Know You Got Soul" de Bobby Byrd, "Think (About It)" de Lyn Collins e "Doing It to Death" de Fred Wesley & The J.B.'s são consideradas parte do legado de Brown assim como as gravações lançadas sob seu próprio nome.
Em 1973, Brown fez as canções para a trilha sonora do filme blaxploitation Black Caesar. Em 1974, fez uma turnê pela Africa e se apresentou no Zaire como parte da famosa The Rumble in the Jungle, a luta entre Muhammad Ali e George Foreman. Admiradores da música de Brown, incluindo Miles Davis e outros músicos de jazz, começaram a citar Brown como grande influência em seus próprios estilos. Entretanto, Brown, como outros que eram influenciados por suas canções, também era influenciado por outros. O single de 1976 "Hot (I Need To Be Loved, Loved, Loved, Loved)" (número 31 da parada R&B) emprestou o riff principal da canção "Fame" de David Bowie, não ao contrário como muitos pensam.
As gravações de Brown pela Polydor durante os anos 70 exemplificam as inovações de James nos 20 anos precedentes. Composições como  "The Payback", "Papa Don't Take No Mess", "Stoned to the Bone" e "Funky President (People It's Bad)" (1974) e "Get Up Offa That Thing" (1976) estão entre as mais notáveis gravações durante este período.

### Final dos anos 70 e 80
Pela metade dos anos 70, o status de estrela de Brown estava em decadência, e os músicos chaves de sua banda como Fred Wesley o  deixaram para se juntar ao Parliament-Funkadelic. O estilo disco pegou Brown de "guarda baixa" e anulou o estilo de puro funk nas pistas de dança. Seus álbuns de 1976 Get Up Offa That Thing e Bodyheat foram as primeiras aproximações de Brown ao ritmo da disco e as habilidosas produções. Enquanto os álbuns Mutha's Nature (1977) e Jam 1980's (1978) não geraram nenhum sucesso nas paradas, o LP de 1979 The Original Disco Man (um álbum de Disco Music) fez da canção "It's Too Funky in Here", seu último sucesso da década.

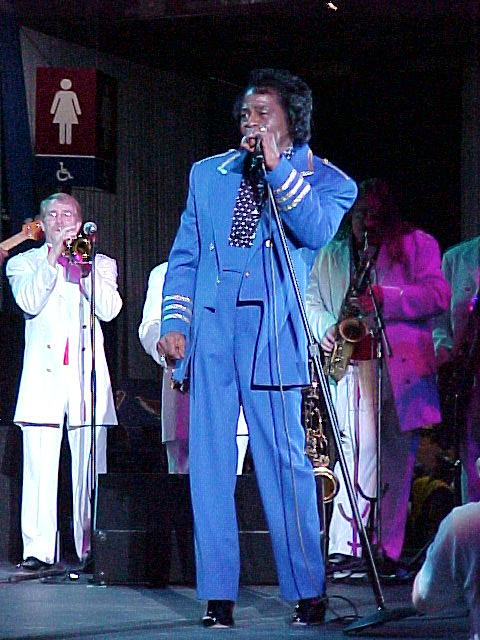
James Brown em 2001.

O contrato de Brown com a Polydor expirou em 1981, e sua agenda de gravações de turnês estava reduzida. Apesar destes eventos, Brown experimentou um ressurgimento durante os anos 80, aparecendo em filmes como The Blues Brothers, Doctor Detroit e Rocky IV, assim como uma participação especial em Miami Vice no episódio "Missing Hours" (1988). Também gravou Gravity, um álbum tanto quanto popular, lançado pela Scotti Bros., e o single de 1985 "Living in America", que fazia parte da trilha-sonora do filme Rocky IV. Em 1987, Brown venceu o Grammy por Melhor Vocal Masculino de R&B por "Living in America". Brown ainda colaborou com o artista de hip-hop Afrika Bambaataa no single "Unity".
Em 1988, Brown trabalhou com o time de produtores do grupo Full Force no álbum I'm Real, álbum este altamente influenciado pelo hip-hop, e que conseguiu colocar o single "Static" em número 5 na parada R&B. Enquanto isso o remix de "Give It Up or Turnit a Loose", originalmente gravado em 1969 e presente na compilação In the Jungle Groove se tornou tão popular em pistas de hip-hop que um dos fundadores do hip-hop, Kurtis Blow chamou a canção de "o hino nacional do hip-hop".

### Anos 90 e 2000
Depois de uma temporada na prisão no fim dos anos 80, Brown lançou o álbum Love Overdue com um novo single "Move On". A Polydor também lançou em 1991 um box com quatro CDs chamado Star Time. Quase todos os discos de James foram relançados em CD, sempre com faixas adicionais e comentários de especialistas. Em 1991, Brown apareceu no vídeo de MC Hammer "Too Legit to Quit" (ou "2 Legit 2 Quit"). Em 1993, James Brown lançou o álbum Universal James com os singles "Can't Get Any Harder", "How Long" e "Georgia-Lina". Em 1995, o álbum ao vivo Live at the Apollo 1995 foi lançado, apresentando uma nova faixa de estúdio "Respect Me", que foi lançada com single naquele mesmo ano. Os últimos LPs de Brown durante este período foram I'm Back de 1998 com o single "Funk on ah Roll", e o álbum de 2002 The Next Step com o single "Killing is Out, School is In", ambos de produzidos e co-escritos por Derrick Monk.
Apesar de alguns problemas com a lei, James continuou a se apresentar e gravar regularmente, e fez aparições em programas de televisão, filmes como Blues Brothers 2000 e eventos esportivos.

## James Brown Revue
Por muitos anos, os shows da turnê de Brown eram as mais extravagantes produções na América. Na época de sua morte, sua banda incluía três guitarristas, dois baixistas, dois bateristas, três na sessão de sopro. Brown empregava entre 40 e 50 pessoas para a turnê James Brown Revue, que chegava a 330 shows por ano.

### Introdução ao show
Antes de James Brown entrar no palco, seu mestre de cerimônias pessoal lhe dava uma elaborada introdução, citando as alcunhas de Brown e suas principais canções. A introdução de Fats Gonder, captada no álbum de 1963 Live at the Apollo, é um exemplo representativo:
| So now ladies and gentlemen it is star time, are you ready for star time? Thank you and thank you very kindly. It is indeed a great pleasure to present to you at this particular time, national and international[ly] known as the hardest working man in show business, the man that sings "I'll Go Crazy" … "Try Me" … "You've Got the Power" … "Think" … "If You Want Me" … "I Don't Mind" … "Bewildered" …the million dollar seller, "Lost Someone" … the very latest release, "Night Train" … let's everybody "Shout and Shimmy" … Mr. Dynamite, the amazing Mr. Please Please himself, the star of the show, James Brown and The Famous Flames!! |

Entre os MCs que trabalharam com Brown em sua turnê durante os anos, o mais famoso foi Danny Ray, que apareceu no palco com ele durante 30 anos.

### Repertório e formato
As apresentações de James Brown eram famosas pela intensidade e duração. Seu objetivo pessoal era "dar as pessoas mais do que elas vieram buscar — fazê-las cansar, porque é para isso que elas vieram". O repertório dos shows consistia em sua maioria de seus próprios sucessos e canções mais recentes, com algumas covers. Brown dançava vigorosamente enquanto cantava, fazendo passos de dança, entre eles o famoso Mashed Potato. Além disso, os músicos e cantores de apoio (The Famous Flames) apresentavam danças coreografadas, e nas últimas apresentações, a turnê incluía dançarinos. Brown exibia roupas extravagantes e cabelos perfeitamente cortados que completavam o visual.
Um concerto de James Brown tipicamente incluía artistas convidados como Vicki Anderson ou Marva Whitney, e uma faixa instrumental apenas com a banda, que muitas vezes servia como abertura para o show. Embora Brown tenha lançado muito álbuns ao vivo, o álbum Say It Live and Loud: Live in Dallas 08.26.68, lançado pela Polydor em 1998, foi o único que captou um show do começo ao fim.

### A capa
Uma das marcas registradas dos shows de James era que durante a canção "Please, Please, Please", Brown caía de joelhos enquanto segurava o microfone, enquanto o MC jogava uma capa sobre seus ombros e o escoltava para fora do palco enquanto os Famous Flames continuavam cantando "Please, please don't go-oh-oh". Brown então tirava a capa e entrava novamente no palco para o encerramento. Esta "encenação" foi repetida muitas vezes e pode ser vista durante os créditos finais de Blues Brothers 2000.
A encenação da capa de Brown foi inspirada por uma encenação similar feita pelo lutador de wrestling Gorgeous George.

### O líder da banda
Brown exigia extrema disciplina, perfeição e precisão de seus músicos e dançarinos — inclusive durante os ensaios para as turnês, as pessoas deveriam usar o mesmo "uniforme" ou "vestimenta" que usariam durante os shows. Durante uma entrevista conduzida por Terri Gross durante o segmento "Fresh Air" da rádio NPR, Maceo Parker, um antigo saxofonista da banda de Brown durante os anos 60, 70 e 80 contava sua experiência em relação as exigências que Brown fazia da banda:
Você tinha que ser pontual. Tinha que ter seu uniforme. Suas coisas tinha que estar intactas. Tinha que ter sua gravata borboleta. Você tinha que tê-la. Você não podia aparecer sem a gravata borboleta. Os sapatos deveriam estar engraxados. Você tinha que ter suas coisas. Isto é o que Brown esperava. Maceo Parker
Brown tinha outras regras em relação a sua banda, inclusive com aplicação de multas a quem quebrasse suas regras como calçar sapatos não engraxados, dançar fora da sincronia e entrar atrasado no palco. Durante algumas de suas apresentações, Brown dançava em frente a sua banda com as costas voltadas para a plateia enquanto deslizava pelo palco, fazendo sinais com as mãos e dedos na batida da música. Embora a plateia pensasse que isto fazia parte da dança, esta prática na verdade tinha o intuito de apontar o membro da banda que tinha tocado ou cantado fora do tom ou cometido outra infração. Brown usava sinais com as mãos para alertar o músico que teria que pagá-lo por quebrar suas regras.

## Ativismo Social

### A inquietação civil e autocapacitação
Durante o final da década de 1960 e começo da década seguinte, James Brown foi reconhecido por seu trabalho social. Em 1966 lançou o single "Don't Be a Drop-Out" como uma lição para estudantes jovens que tinham a intenção de desistir dos estudos. Mais tarde fez discursos para dezenas de crianças lembrando a importância da educação na escola. Em 1967, lançou um single patriótico, "America Is My Home", que era um "rap" sobre como ele via as pessoas, particularmente a comunidade afro-americana, que estava negligenciando o país que poderia dar-lhes oportunidades e explicando como em um momento ele estava engraxando sapatos e a seguir, cumprimentando o Presidente dos Estados Unidos, como fez com o Presidente Lyndon B. Johnson quando de seu encontro para a doação de dinheiro para programas de prevenção de abandono escolar.
Um ano mais tarde, se apresentou em Boston um dia depois da morte de Martin Luther King, Jr.. É dado crédito a James Brown por evitar uma revolta naquela cidade devido a esta apresentação.  A história é documentada no filme "The Night James Brown Saved Boston".
Após isso, o Presidente Johnson solicitou a Brown para visitar Washington, D.C. e cumprimentar moradores do centro da cidade se apresentando em um concerto beneficente e expressando a noção de que a violência "não era o caminho a seguir". Muitos da comunidade negra sentiam que Brown se comunicava com eles mais do que qualquer outro líder do país, um sentimento que foi fortalecido com o lançamento do single "Say It Loud – I'm Black and I'm Proud".
Brown continuou a se apresentar em vários concertos beneficentes pelos direitos civis, incluindo a organização PUSH de Jesse Jackson e o partido dos Panteras Negras. Brown também continuou a lançar singles com profundo conteúdo social: "I Don't Want Nobody To Give Me Nothing (Open Up the Door, I'll Get It Myself)" (1969), "Get Up, Get into It, Get Involved" (1971), "Talkin' Loud and Sayin' Nothing" (1972), "King Heroin" (1972), "Funky President (People It's Bad)" (1974) e "Reality" (1975). Na semana anterior a sua morte, Brown levou presentes para crianças em um orfanato de Atlanta.

## Vida pessoal
No fim de sua vida, James Brown vivia em Beech Island, Carolina do Sul. James Brown foi diagnosticado com diabetes no estágio inicial de sua vida. Brown foi também diagnosticado com câncer de próstata, que foi tratado cirurgicamente com sucesso.  Apesar de sua saúde, Brown mantinha sua reputação como o "homem que mais trabalhava no show business" mantendo-se com sua agenda esgotante.

### Casamentos e filhos
Brown foi casado quatro vezes: com Velma Warren (19 de junho de 1953–1969, divórcio), Deidre "Deedee" Jenkins (22 de outubro de 1970–10 de janeiro de 1981, divórcio), Adrienne Lois Rodriguez (nascida em 9 de março de 1950) (1984–6 de janeiro de 1996, morte da esposa) e Tomi Rae Hynie (dezembro de 2001–2006, sua morte). Destes e outros relacionamentos, James Brown teve cinco filhos — Teddy Brown (1954-1973), Terry Brown e Larry Brown, Daryl Brown (membro da banda) e James Joseph Brown III, e mais quatro filhas: Lisa Brown, Dr. Yamma Noyola Brown Lumar, Deanna Brown Thomas e Venisha Brown. Brown também tinha oito netos e quatro bisnetos. O filho mais velho de Brown, Teddy morreu em um acidente de carro em 14 de junho de 1973.
De acordo com um artigo de 22 de agosto de 2007 publicado pelo jornal britânico The Daily Telegraph, testes de DNA indicaram que Brown também era pai de, pelo menos três filhos ilegítimos. A única identificada foi LaRhonda Pettit (nascida em 1962), uma ex-aeromoça e professora aposentada que vive em Houston.

#### A Controvérsia Brown-Hynie
Muita controvérsia cercou o casamento de Tomi Rae Hynie e James Brown que aconteceu em dezembro de 2001, e que foi oficializado pelo Reverendo Larry Fryer. Advogado de longa data de Brown, Albert "Buddy" Dallas, informou que o casamento entre Brown e Hynie não era válido pois Hynie era casada na época com Javed Ahmed, um paquistanês que Hynie alegava ter se casado com ela por um green Card. Embora Hynie alegasse que seu casamento com Javed Ahmed tivesse sido anulado, a anulação só aconteceu em abril de 2004.

#### Paternidade de James Brown II
Em uma entrevista a CNN, Debra Opri, outra advogada da família Brown, revelou a Larry King que Brown queria que um teste de DNA fosse feito após sua morte para confirmar a paternidade de James Brown II — não pela segurança de Brown, mas pela segurança de outros membros da família.

### Questões jurídicas
A vida pessoal de Brown foi marcada por vários problemas com a lei. Na idade de 16 anos, foi preso por roubo e ficou 3 anos na prisão. Em 1988, Brown foi preso após uma perseguição de carro em alta velocidade na Interestadual 20 indo da Georgia até a divisa com a Carolina do Sul. Ele foi acusado de transportar uma pistola sem licença e agredir um policial, juntamente com droga e outros delitos. Embora tenha sido condenado a seis anos de prisão, foi finalmente solto 1991 depois de cumprir apenas três anos de sua sentença. Em outro incidente, policiais foram chamados à residência de Brown em 3 de Julho de 2000, depois que foi acusado de atacar com uma faca um empregado da empresa de energia elétrica durante uma visita técnica.
Durante os anos 1990 e 2000, Brown foi repetidamente preso por violência doméstica. Foi preso quatro vezes entre meados da década de 1980 e meados de 1990 sob a acusação de agressão contra Adrienne Rodriguez, sua terceira esposa. Em Janeiro de 2004, Brown foi preso na Carolina do Sul acusado de violência doméstica contra Tomi Rae Hynie que o acusou de derrubá-la no chão após uma discussão, e que resultou em escoriações em seu braço direito e quadris. Brown pagou fiança de US$ 1 087.

## Morte e Consequências

### Morte

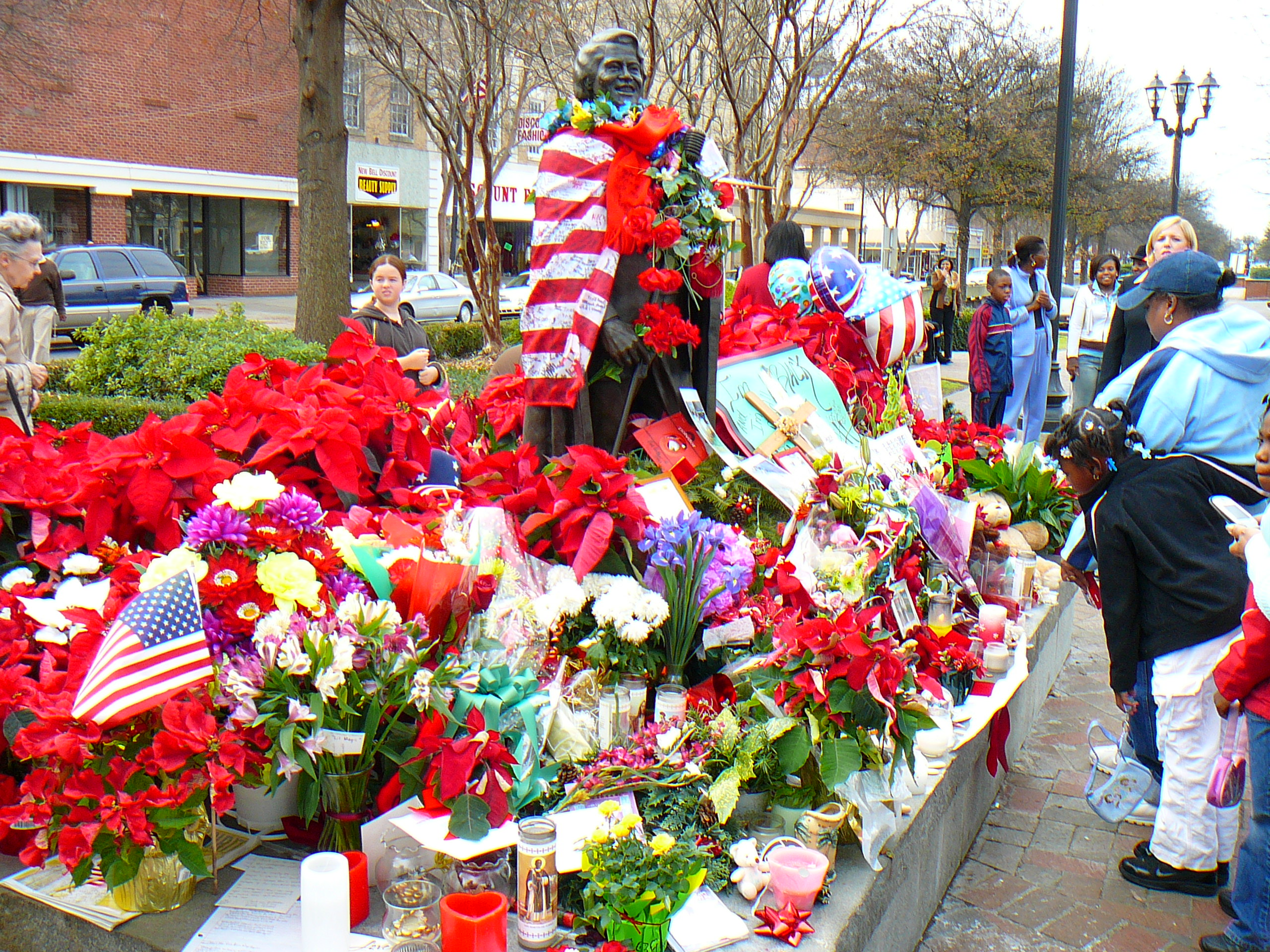
Memorial de James Brown em Augusta, Geórgia

Em 23 de dezembro de 2006, James Brown, doente, apareceu no escritório do seu dentista em Atlanta, Geórgia várias horas depois do horário marcado para um implante dentário. Durante esta visita, o dentista de Brown observou que ele parecia "muito mal… fraco e tonto". Ao invés de fazer o implante, o dentista recomendou que Brown fosse ao médico imediatamente.
Brown foi ao Hospital Crawford Long na Universidade de Emory em Atlanta em 24 de dezembro de 2006 para uma avaliação médica de suas condições, e deu entrada neste hospital para observação e tratamento. De acordo com Charles Bobbit, amigo e agente de longa data, Brown tinha estado doente e com tosse desde de seu retorno de uma viagem a Europa em Novembro. Bobbit acrescentou que era característico de Brown nunca contar ou reclamar a alguém sobre estar doente, inclusive durante shows. Embora Brown tivesse cancelado shows em Waterbury e Englewood, Brown estava confiante que o médico iria dispensá-lo do hospital a tempo de realizar shows na véspera do Ano Novo.
Para as celebrações de Ano Novo, Brown estava agendado para se apresentar no Teatro Count Basie em Nova Jersey e no B. B. King Blues Club em Nova Iorque, além disso faria uma apresentação ao vivo na CNN no programa especial de fim de Ano de Anderson Cooper. No entanto, Brown permaneceu internado e seu estado de saúde piorou ao longo desse dia.
Em 25 de dezembro de 2006, Brown morreu aproximadamente a 1h45 da manhã de insuficiência cardíaca resultante de complicações da pneumonia, estando ao seu lado, seu agente Frank Copsidas e seu amigo Charles Bobbit. De acordo com Bobbit, Brown proferiu as palavras "Estou indo embora esta noite".

### Funeral

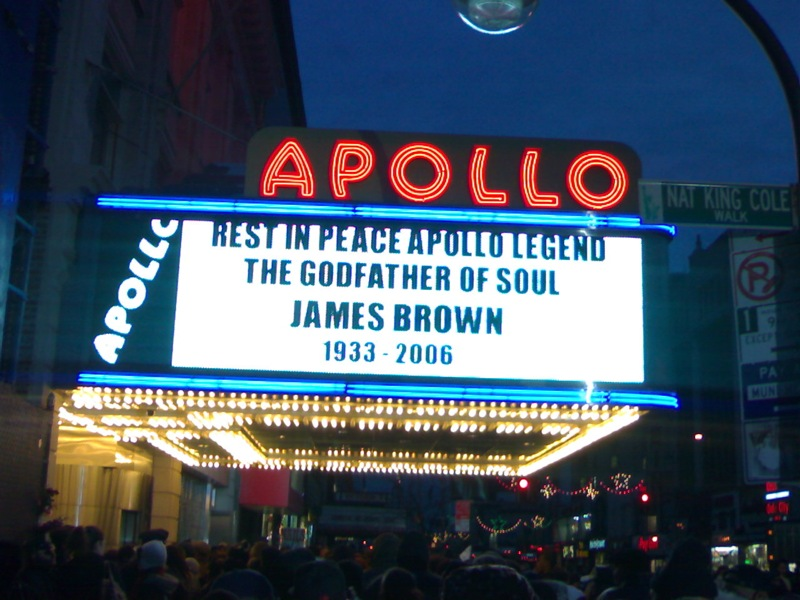
Memorial público para James Brown no Apollo Theater, 2006

Após a morte de Brown, parentes e amigos, muitas celebridades e milhares de fãs compareceram aos funerais realizado no Apollo Theater em Nova Iorque em 28 de dezembro de 2006 e na James Brown Arena em 30 de dezembro de 2006 em Augusta. Um funeral separado também ocorreu na cidade de North Augusta, Carolina do Sul em 29 de dezembro de 2006, onde compareceram amigos e a família. Algumas das celebridades que compareceram aos funerais: Michael Jackson, Joe Frazier, Dick Gregory, MC Hammer, Jesse Jackson, Bootsy Collins, LL Cool J, 50 Cent e Don King. Todos os funerais foram presididos pelo reverendo Al Sharpton.

### Último desejo e Testamento
James Brown assinou seu testamento em 1° de agosto de 2000, perante o advogado Strom Thurmond, Jr. Albert "Buddy" Dallas foi nomeado como um dos três representantes pessoais dos imóveis de Brown. O testamento de Brown cobria seus bens pessoais, como roupas, carros e joias, direitos de música e a empresa James Brown Enterprises.
Durante a leitura do testamento em 11 de janeiro de 2007, Thurmond revelou que os seis filhos adultos de Brown (Terry Brown, Larry Brown, Daryl Brown, Yamma Brown Lumar, Deanna Brown Thomas e Venisha Brown) estavam no testamento. Hynie e James II não estavam inclusos. O testamento de Brown foi assinado 10 meses antes do nascimento de James II e mais de um ano antes do casamento de James com Tomi Rae Hynie.
Em 24 de janeiro de 2007, os filhos de Brown abriram um processo contra os representantes pessoais dos imóveis de Brown. Em sua petição, pediam a côrte para remover os representantes dos imóveis de seu pai (incluindo o advogado de Brown e Albert "Buddy" Dallas) e que fosse apontado um novo administrador.

### Enterro em local temporário
Após os serviços funerários públicos o corpo de James Brown permaneceu no caixão em uma sala com temperatura controlada. O caixão de Brown mais tarde mudou-se para um local desconhecido, enquanto seus filhos e Tomi Rae Hynie se envolveram em disputas sobre o lugar de descanso final de Brown e assuntos relacionados ao seu testamento. Mais de dez semanas após a morte de Brown, os filhos e Hynie decidiram onde o corpo ficaria temporariamente. Brown foi enterrado em 10 de março de 2007 em uma cripta na casa de Deanna Brown Thomas, uma das filhas de Brown.
De acordo com a família de James, o corpo permanecerá enterrado neste local temporário até que um mausoléu seja construído. Para transformar o local de descanso de Brown em uma atração para visitantes, a família de Brown planeja consultar a família de Elvis Presley no sentido de converter o local em atração similar a Graceland.
Segundo o Daily Mirror, a filha não reconhecida de Brown, LaRhonda Petit, afirmou que o corpo do cantor havia sido roubado para impedir uma autópsia. Petit não foi contemplada no testamento de Brown, e estaria brigando na justiça por parte da herança do cantor, falecido em 2006. Logo depois, Charlie Reid, diretor de uma funerária domiciliar que cuida dos serviços memoriais de James Brown, disse que o corpo do cantor não foi movido do local em que estava.

### Investigação sobre a morte
Uma investigação liderada pela emissora americana CNN e divulgada em 2 de fevereiro de 2019, aponta indícios de que a causa da morte do cantor, pode ter sido um assassinato. A reportagem da CNN entrevistou 140 pessoas e analisou documentos que levantam suspeita de homicídio do cantor e de sua 3ª mulher. O médico de Brown, Marvin Crawford, relatou que uma enfermeira encontrou resíduos de drogas em um tubo de respiração usado por Brown. Ele disse que "alguém poderia ter dado a ele uma substância ilícita, que levou à sua morte".
Crawford lembrou de ter recomendado uma autópsia no corpo do cantor, o que teria sido recusado por uma de suas filhas, Yamma.
De acordo com a CNN, ao menos 11 pessoas chegaram a pedir uma nova investigação policial sobre a morte da lenda do soul, incluindo LaRhonda Pettit, também sua filha.

## Premiações
James Brown recebeu uma variedade de premiações e honras durante sua vida e até após sua morte. Em 1993, o conselho da cidade de of Steamboat Springs no Colorado fizeram uma votação entre os residentes para escolher um novo nome para a ponte que cruzava o rio Yampa. O nome vencedor com 7 717 votos foi "James Brown Soul Center of the Universe Bridge". James Brown apareceu na cerimônia de inauguração do evento. Alguns moradores fizeram uma petição para que o nome fosse revertido para o original "Stockbridge" por razões históricas, mas logo desistiram pela popularidade do nome de James Brown. Brown retornou à Steamboat Springs em 4 de Julho de 2002 para uma apresentação ao ar-livre ao lado de outras bandas como String Cheese Incident.
Em 1983, Brown foi indicado ao "Georgia Music Hall of Fame". Além disso, Brown foi um dos primeiros homenageados no Rock and Roll Hall of Fame, durante o jantar inaugural 23 de Janeiro de 1986. Em 25 de Fevereiro de 1992, Brown foi premiado com o Lifetime Achievement Award na 34ª edição do Grammy Awards. Exatamente um ano mais tarde, recebeu um prêmio na quarta edição do Rhythm & Blues Foundation Pioneer Awards. Uma cerimônia foi realizada em 10 de janeiro de 1997 para homenageá-lo com uma estrela na Calçada da Fama.
Em 15 de junho de 2000, Brown foi um dos indicados para o New York Songwriters Hall of Fame. Em 14 de Novembro de 2006, Brown foi indicado para o UK Music Hall of Fame, e foi um dos que se apresentaram na cerimônia.
Brown também foi honrado na cidade de Augusta na Geórgia por suas atividades filantrópicas e civis. Em 20 de Novembro de 1993, o prefeito de Augusta Charles DeVaney homenageou James com a inauguração do "James Brown Boulevard". Em 6 de Maio de 2005, como presente pelo seu 72° aniversário, Brown recebeu da cidade de Augusta uma estátua de bronze em tamanho natural na rua Broad.
Durante a 49ª edição do Grammy Awards que aconteceu em 11 de fevereiro de 2007, a famosa capa de James Brown foi colocada sobre um microfone por Danny Ray (seu M.C. por mais de 30 anos). Durante o mesmo evento, Christina Aguilera cantou um dos sucessos de Brown, "It's a Man's Man's Man's World".
Em 22 de Dezembro de 2007, a premiação "Tribute Fit For the King of King Records" em honra a James Brown aconteceu no Madison Theater em Covington no Kentucky. O tributo, organizado por Bootsy Collins, teve apresentações de Afrika Bambaataa, Chuck D do Public Enemy, The Soul Generals, Buckethead, Freekbass e Triage. Comediante Michael Coyer foi um dos apresentadores do evento. Durante o show, o prefeito de Cincinnati proclamou dia 22 de dezembro como "James Brown Day". Tem sido comentado que um filme com a biografia de James Brown está a caminho e que Spike Lee seria o diretor.

## Discografia

### Álbuns notáveis
Quatro dos álbuns de James Brown aparecem na lista de 2003 da revista Rolling Stone, os 500 maiores álbuns de todos os tempos:
- Live at the Apollo (1963) (#24)
- In the Jungle Groove (1986) (#330)
- Star Time (1991) (#79)
- 20 All-Time Greatest Hits! (1991) (#414)

Além disso, o álbum duplo de 1970 Sex Machine ficou na 96ª posição da lista dos 100 maiores álbuns de todos os tempos apresentada pelo canal britânico Channel 4. Outros álbuns de Brown assim como de sua banda, The J.B.'s serviram de fonte para milhares de samples, incluindo:
- Get on the Good Foot (1972)
- The Payback (1973)
- Hell (1974)

O disco duplo de 1968 Live at the Apollo, Volume II foi notavelmente influente para os músicos de sua época e permanece como um exemplo clássico de energia e interação com a plateia, assim como um documento vivo da transformação de sua música do R&B para o funk.

### Singles notáveis
Até o começo da década de 1970, Brown era famoso muito mais pelos seus shows e singles, do que pelos seus álbuns (seus LPs ao vivo eram uma exceção). Seis dos seus singles aparecem na lista de 2004 da revista Rolling Stone, as 500 maiores canções de todos os tempos:
- "Papa's Got a Brand New Bag" (1965) (#71)
- "I Got You (I Feel Good)" (1965) (#78)
- "It's a Man's Man's Man's World" (1966) (#123)
- "Please, Please, Please" (1956) (#142)
- "Say It Loud – I'm Black and I'm Proud" (1968) (#305)
- "Get Up (I Feel Like Being a) Sex Machine" (1970) (#326)

### Relançamento de singles
Em 2006, a Hip-O Select iniciou o relançamento completo de todos os singles de James Brown (lados A e B) em CD. Até Maio de 2013, onze volumes tinham sido lançados: The Singles, Volume I: The Federal Years: 1956–1960, The Singles, Volume II: 1960–1963, The Singles, Volume III: 1964–1965, The Singles, Volume IV: 1966–1967, The Singles Vol. 5: 1967-1969, The Singles Vol. 6: 1969-1970, The Singles Vol. 7: 1970-1972, The Singles Vol. 8: 1972-1973, The Singles Vol. 9: 1973-1975, The Singles Vol. 10: 1975-1979 e The Singles Vol. 11: 1979-1981.

## Filmografia
- T.A.M.I. Show (1964) (documentário)
- Ski Party (1965)
- The Phynx (1970)
- Black Caesar (1973) (trilha sonora)
- Slaughter's Big Ripoff (1973) (trilha-sonora)
- The Blues Brothers (1980)
- Doctor Detroit (1983)
- Rocky IV (1985)
- When We Were Kings (1996) (documentário)
- Soulmates (1997)
- Blues Brothers 2000 (1998)
- Holy Man (1998)
- Undercover Brother (2002)
- The Tuxedo (2002)
- The Hire: Beat The Devil (2002) (curta)
- Paper Chasers (2003) (documentário)
- Sid Bernstein Presents… (2005) (documentário)
- Glastonbury (2006) (documentário)
- Life on the Road with Mr. and Mrs. Brown (2007) (documentário ainda sem lançamento definido)
- I Got The Feelin': James Brown in the '60s (box com 3 DVDs apresentando os filmes: The Night James Brown Saved Boston, Live At The Boston Garden 1968 e Live At The Apollo '68.
- Soul Power (2009) (documentário)
- Get on Up (2014)